# Lobesia aeolopa
Lobesia aeolopa es una especie de polilla del género Lobesia, tribu Olethreutini, familia Tortricidae. Fue descrita científicamente por Meyrick en 1907.

## Descripción
La envergadura es de 10–12 milímetros.

## Distribución
Se distribuye por Sri Lanka, Corea, Japón e Indonesia.